# Trevor Hardy
Trevor Joseph Hardy, né le 11 juin 1945 à Moston et mort le 25 septembre 2012 à Wakefield, surnommé la Bête de Manchester,, est un criminel britannique condamné pour le meurtre de trois adolescentes dans la région de Manchester entre décembre 1974 et mars 1976. En 1977, à l’issue de son procès, il fut reconnu coupable de trois homicides et écopa de la réclusion criminelle à perpétuité. Il demeura incarcéré jusqu’à son trépas, survenu trente-cinq années plus tard.

## Meurtres
Janet Lesley Stewart, âgée de quinze ans, fut assassinée par arme blanche dans la soirée du Nouvel An 1974, puis inhumée dans une sépulture sommaire à Newton Heath, au nord de Manchester. Le 19 juillet 1975, Wanda Skala, jeune fille de dix-sept ans, fut victime d’un meurtre sur Lightbowne Road, à Moston, alors qu’elle regagnait son domicile à pied après son service dans un établissement hôtelier où elle officiait comme serveuse,. L’agression, caractérisée par des coups assénés à la tête au moyen d’une brique, fut suivie d’un vol et de violences sexuelles,. Son corps, retrouvé partiellement enseveli sur un chantier de construction, présentait des mutilations et était dépouillé de ses vêtements. En mars 1976, Sharon Mosoph, âgée de dix-sept ans, périt après avoir participé à une réunion festive entre employés. Elle fut poignardée et étranglée à l’aide d’une paire de bas, puis son cadavre fut jeté dans le canal de Rochdale, à Failsworth. À l’instar de celui de Wanda Skala, son corps fut découvert nu et portant des traces de sévices post-mortem. 
Au plus fort de la traque du tueur en série, 23 000 personnes ont été arrêtées et fouillées. 

## Arrestation, procès et condamnation
Bien que Hardy eût été appréhendé pour le meurtre de Skala après s’en être glorifié auprès de son cadet, il obtint sa libération en raison d’un alibi concerté avec sa complice, Sheilagh Farrow, ainsi que du fait de l’altération de sa denture. À l’aide d’une lime clandestinement introduite par Farrow, il avait limé ses dents, rendant inadéquate leur concordance avec les empreintes de morsure relevées sur la victime. Il commettrait l’homicide de Mosoph six mois après son élargissement. 
En août 1976, Hardy fut appréhendé par les forces de l’ordre pour les homicides de Skala et de Mosoph. Il reconnut non seulement ces forfaits, mais également celui de Stewart, dont la disparition était jusqu’alors demeurée irrésolue. Préalablement au meurtre de Stewart, Hardy avait obtenu une libération conditionnelle, bien qu’il eût antérieurement commis des violences à l’encontre d’un individu, qu’il avait frappé à l’aide d’une pioche. Selon les investigations, il aurait mépris Stewart pour une écolière dont il était éperdument épris. Les enquêteurs découvrirent que Hardy avait conservé, en guise de sinistres trophées, les vêtements ensanglantés de Skala ainsi que son réticule. Ces éléments matériels corroborèrent les charges retenues contre lui. Les enquêteurs découvrirent que Hardy avait conservé, en guise de sinistres trophées, les vêtements ensanglantés de Skala ainsi que son réticule. Ces éléments matériels corroborèrent les charges retenues contre lui. 
Lors de son procès, Hardy se défît de son conseil juridique et entreprît de plaider coupable pour homicide involontaire. Toutefois, cette démarche fut rejetée par la cour, et il fut déclaré coupable de meurtre. Le deuxième jour de mai 1978, devant la Cour royale de Manchester, il écopa de trois condamnations à la réclusion criminelle à perpétuité, assorties d’une période de sûreté de trente années, pour les homicides commis,. 
Thomas Hardy purgea sa peine plus de trois décennies après son incarcération à la prison de Wakefield, située dans le comté du West Yorkshire. Selon les sources pénitentiaires, il aurait bénéficié d’un « dossier de conduite irréprochable » durant sa détention. 
Il a proclamé son innocence avec véhémence et aurait adressé une missive aux proches de Mosoph, imputant la faute à ses propres parents. Le 23 février 2008, le Times divulguait que Hardy figurait parmi les cinquante détenus britanniques purgeant une peine de réclusion criminelle à perpétuité sans espoir vraisemblable de libération. Cette condamnation fut confirmée in fine par la Haute Cour en juin 2008. 
Les résidents de Manchester entretenaient de longue date des soupçons à l’encontre de Hardy au sujet du meurtre de Dorothy Leyden, une adolescente de dix-sept ans survenu en 1971. En 2004, les proches de la victime sollicitèrent la police du Grand Manchester pour un réexamen des pièces à conviction. Les enquêteurs chargés de ce cold case estimèrent que les éléments médico-légaux disculpaient Hardy dans l’homicide de Leyden : les prélèvements d’ADN analysés plus de trois décennies après les faits s’avérèrent non concordants avec les profils génétiques de l’individu suspecté,.  

## Mort
Hardy s’éteignit à l’hôpital le 25 septembre 2012, à l’âge de 67 ans, des suites d’un infarctus du myocarde survenu deux jours plus tôt dans sa geôle de la prison de Wakefield. Ayant purgé trente-cinq années de détention, il figurait parmi les plus anciens prisonniers d’Angleterre et du pays de Galles. 

## Remarques
1. ↑  Osuh, « I'm glad he will die in prison », 24 mars 2011
2. 1 2 3 4 5  « Oldham latest news - Manchester Evening News », www.oldhamadvertiser.co.uk
3. 1 2 3 4 5 6 7 8 9 10
4. ↑  Geoffrey Garret, Cause of Death, Great Britain, Constable and Robinson, 2001 (ISBN 978-1-84119-295-6)
5. ↑  An Almanack for the Year of Our Lord 1978 (Whitaker's Almanack), United Kingdom, J Whitaker & Sons, 1978, 574 p. (lire en ligne)
6. ↑  « Crimewatch - BBC One », BBC
7. ↑  « 05/09/2016, Crimewatch - Dorothy Leyden Murder - BBC One », BBC
8. ↑  Linton, « Tracking killer 37 years on », 18 avril 2010